# Raúl Nicandro Morales
Raúl Nicandro Morales (Alberti, Provincia de Buenos Aires, Argentina, 21 de marzo de 1925 - Santa Rosa (La Pampa), Provincia de La Pampa, Argentina, 26 de mayo de 2007) fue un político pampeano.
Desde 1946 residió en Caleufú. Casado con Joaquina Bajo (6 de agosto de 1918 - 1 de julio de 2008), matrimonio del que nació Graciela Beatriz (1953). 
Morales, cursó estudios primarios en la Escuela 76 de Alberti y secundarios en el Colegio Nacional del mismo lugar. Perteneció al Movimiento Federalista Pampeano. Fue concejal en Caleufú en el periodo 1953 - 1955; fue intendente en 1960 - 1962; interventor municipal en 1957 - 1960; miembro de la Convención Constituyente de la Provincia de La Pampa, Diputado provincial en tres períodos; Vicepresidente de la Cámara de Representantes en el periodo 1963 - 1966, habiendo como tal ocupado en una forma interina el cargo de gobernador de la provincia. Además, fue Presidente de la Comisión directiva de Caleufú Futbol Club 1976 - 1984, 
El señor Raúl Nicandro Morales fue uno de los principales dirigentes de su partido y ello, como se ha visto por su currículum le ha valido ocupar altos cargos de las administraciones en que el mismo ha tenido ocasión de orientar los destinos de La Pampa.
Actualmente se encuentra en trámite el cambio de nombre de La Escuela "Laboral N˚3" por el de "Raúl Nicándro Morales".

## Escuela Laboral N˚3
«El 29 de octubre de 1981 tuvo lugar el acto de habilitación del nuevo edificio de la Escuela Laboral N˚3 de Caleufú "Fundación Banco de La Pampa", construido íntegramente con fondos provistos por la fundación y por gestiones del Intendente de esos años Raúl Nicandro Morales.
Este hecho fue de gran importancia para la comunidad y las vecinas localidades, porque se enmarcaba dentro de un proyecto cuyas características en la enseñanza se basaban en la preparación de técnicos y artesanos que cubrirían las necesidades que se evidenciaban en el interior de la Provincia. Es por eso que la idea era que los cursos se rotaran cada dos o tres años de acuerdo a las exigencias del medio y así es que se pudo contar con otras alternativas para que los alumnos pudieran hacerse de un oficio que les permitiera desarrollar tanto su intelecto como la habilidad manual. Además de las materias de cada especialidad, los alumnos tenían materias complementarias como Lengua, Matemática y Educación Cívica.
…Se dictaron clases para oficios tales como plomeros, gasistas, peluqueros, tejido, corte y confección, indumentaria, computación… artesanías, electricidad, carpintería, huerta, fotografía e inglés, gimnasia… y teatro.» 
Sánchez, Laura. «Capitulo 15». En: Transitar las corrientes de la memoria, Caleufú, 1911 - 2011. Primera edición. Santa Rosa: Universidad Nacional de La Pampa, 2011. 500 p. ISBN 978-950-863-159-6.

## En primera persona: perfiles de vecinos
"Todos los enfermos llegaban primero a la Farmacia (…) allí se resolvía todo". A partir del relato de Graciela Morales y de fuentes complementarias observaremos el rol que jugaron aquellos hombres que, como su padre, ocuparon el lugar que el Estado había dejado vacante. En aquellos casos donde las necesidades de la población son muchas, se requiere de proyectos y voluntades aunadas, tanto estatales como particulares. además, si el bienestar de una comunidad depende de algunos con la voluntad de colaborar y asistir a quienes más lo necesitan, es ineludible pensar en que su recorrido dejará cierta marca en el pueblo. 
Una de estas figuras fue Raúl Morales, idóneo en farmacia que llegó a la localidad por algunas semanas y, finalmente, se instaló y vivió los siguientes cincuenta años de su vida, asistiendo y colaborando con una comunidad que lo reconoció como referente, aún a nivel político. 
En los años que Morales cumplía con el Servicio Militar en el regimiento de Toay, y se desempeñaba como farmacéutico del mismo, conoció al Tte. Coronel Marcelino Quiros, farmacéutico titulado que tenía, junto a su esposa, también farmacéutica, un local que ya no querían atender, por lo que convocaron a Morales para hacerse cargo de la misma por un breve lapso. corría el año 1946 cuando Raúl Morales arribó a Caleufú. En el transcurrir de su actividad en la farmacia y a partir de la oferta de Quiros, decidió comprar el comercio y aplicar los conocimientos que había adquirido varios años antes mientras era estudiante secundario.
De esta manera, Morales se instaló en el pueblo, que en el momento de su llegada ya contaba con la sala de primeros auxilios, luego ampliada como Hospital. Trabajó allí como primer farmacéutico, después de su fundación en 1948; además continuó brindando sus servicios en la farmacia de su propiedad. la importancia que tuvo como idóneo en los cuidados de la salud fue significativa para la población, ya que los servicios que ofrecía la farmacia excedían la venta de remedios; también se brindaba atención a las personas que sin ser pacientes de gravedad llegaban para recibir consejos y remedios. según el relato de su hija, la farmacia fue un espacio de atención para los habitantes y el servicio era permanente; si bien podía estar cerrada la gente solicitaba ayuda en el domicilio particular. esta relación solidaria que Morales había entablado con los habitantes se respaldaba con un fuerte vínculo de confianza con sus propios saberes frente a la comunidad. cuando el u otros profesionales se dirigían hacia el monte para atender a quienes no llegaban al pueblo, solían transportarlos en sulky o automóvil facilitados solidariamente por los mismos vecinos.
Morales fue un vecino preocupado más allá de la farmacia; ya que se desempeñó como miembro de la Comisión organizadora de los festejos del Cincuentenario del pueblo y tuvo una permanente incidencia en la vida política de Caleufú: en 1961 fue elegido por el gobernador Ismael Amit como Comisionado y desde entonces formaba parte del MOFEPA; tal situación le permitió ser Intendente interventor… en el periodo en que fue gobernador Telleriarte (Diario La Capital, 4 de marzo de 1983). Indudablemente, se trata ya de un referente político provincial, más allá de las fronteras de Caleufú. 
Otero González, Valeria. «Capitulo 11». En: Transitar las corrientes de la memoria, Caleufú, 1911 - 2011. Primera edición. Santa Rosa: Universidad Nacional de La Pampa, 2011. 500 p. ISBN 978-950-863-159-6.